# قائمة سفراء الأردن لدى الصين
السفير الأردني في بكين هو ممثل الحكومة في الأردن بجانب حكومة جمهورية الصين الشعبية وهو معتمد في نفس الوقت في بيونغ يانغ.

## قائمة السفراء
| الاتفاق الدبلوماسي / الاعتماد الدبلوماسي | السفير         | الملاحظات | الملك          | رئيس وزراء جمهورية الصين | ترك المنصب    |
| ---------------------------------------- | -------------- | --- | -------------- | ------------------------ | ------------- |
| 1957 أغسطس                               |                | إقامة علاقات دبلوماسية مع الحكومة في تايبيه . | الحسين بن طلال | يو هونغ تشون             |               |
| 1958 ديسمبر 20                           | عزمي النشاشيبي | في 7 نوفمبر 1958، عُين عزمي نشاشيبي نائب وزير الخارجية ليكون أول سفير أردني لدى جمهورية الصين                                                                 | الحسين بن طلال | تشين تشنغ                |               |
| 1964 مايو 10                             | يوسف هيكل      | | الحسين بن طلال | ين شيا كان               |               |
| 1969 مارس 10                             | كامل الشريف    | | الحسين بن طلال | ين شيا كان               | 1971 أبريل 07 |
| 1971 أبريل 18                            | معتصم البلبيسي | بلبيسي | الحسين بن طلال | ين شيا كان               |               |
| 1975                                     | فتحي ياسين     | عام | الحسين بن طلال | تشيانج تشينج كو          | 1976 نوفمبر   |
| 1977 يناير                               | رياض صبري      | (*1929) 6 فبراير 1977 - وصل رياض صبري، الدبلوماسي المحترف البالغ من العمر 48 عام والسفير الأردني المعين حديثًا لدى جمهورية الصين، إلى تايبيه في 6 يناير 1977. | الحسين بن طلال | تشيانج تشينج كو          |               |

| الاتفاق الدبلوماسي / الاعتماد الدبلوماسي | السفير                             | الملاحظات                                    | الملك                     | الرئيس الصيني | نهاية المنصب   |  |
| ---------------------------------------- | ---------------------------------- | -------------------------------------------- | ------------------------- | ------------- | -------------- |  |
| 1977 أبريل 14                            |                                    | إقامة علاقات دبلوماسية مع الحكومة في بكين    | الحسين بن طلال            | هوا جيو فينج  |                |  |
| 1977                                     | عبدالله صالح                       | 6 يونيو 1973: سفير في واشنطن العاصمة.        | الحسين بن طلال            | هوا جيو فينج  | 1978           |  |
| 1979 فبراير                              | كمال محمود حمود                    |                                              | الحسين بن طلال            | هوا جيو فينج  | 1985           |  |
| 1987 نوفمبر 03                           | Walid al-Sa'ad al-Batayinah        |                                              | الحسين بن طلال            | لي بنغ        | 1991           |  |
| 1993 نوفمبر 15                           | سامر عيسى الناعوري                 | وفي 30 سبتمبر 2002 تم تعيينه سفيرا في مانيلا | الحسين بن طلال            | لي بنغ        | 2002 سبتمبر 30 |  |
| 2002                                     | Rajab Mohammed Sukayri             | سفير في كانبيرا 2005                         | عبد الله الثاني بن الحسين | زهو رونغجي    | 2004           |  |
| 2004                                     | Anmar AbdelHalim Al Nimer Al-Hmoud | سفير في لبنان 1998                           | عبد الله الثاني بن الحسين | Wen Jiabao    | 2012           |  |
| 2012 مايو 23                             | يحيى القرالة                       |                                              | عبد الله الثاني بن الحسين | Wen Jiabao    | 2018 يونيو     |  |
| 2019 نوفمبر 22                           | حسام الحسيني                       |                                              | عبد الله الثاني بن الحسين | Li Keqiang    |                |  |

## انظر ايضا
- العلاقات الأردنية الصينية